# 塩山温泉
塩山温泉（えんざんおんせん）は、山梨県甲州市（旧甲斐国）にある温泉。

## 泉質
- 弱アルカリ性単純硫黄冷鉱泉
  - 泉温　23.8℃

## 温泉街
甲州市街地（旧塩山市街地）の北側、塩の山（標高556メートル）山麓に温泉地が広がる。
6軒の旅館が点在している。日帰り入浴施設は存在しないため、旅館の日帰り受付を利用することになる。
当地に存在する旅館「宏地荘」は公衆浴場として、地元民に利用されている。

## 歴史

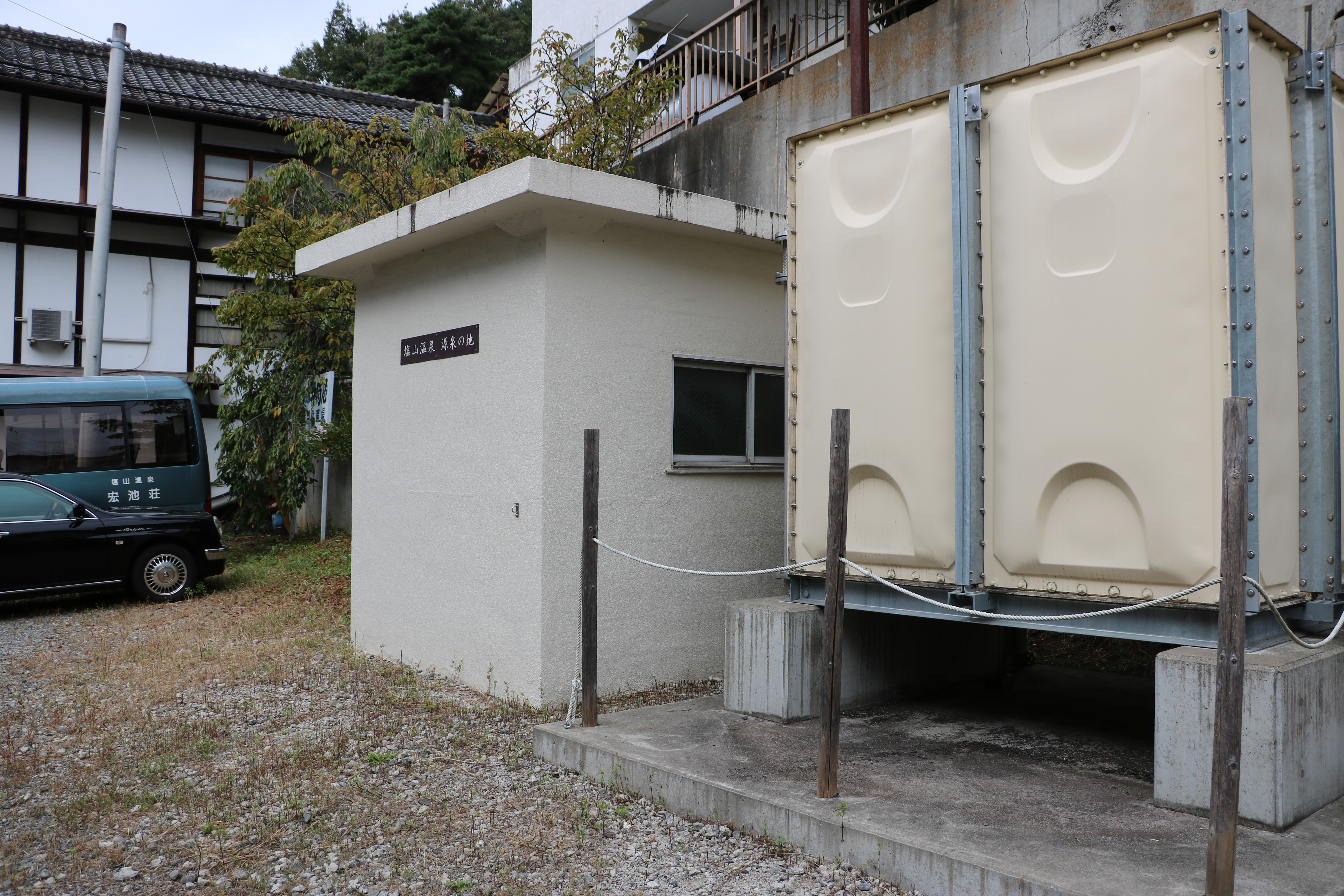
塩山温泉の源泉施設。2021年10月10日撮影。

開湯は650年前。向獄寺の開祖である抜隊得勝によって、源泉を発見された。源泉は「元湯　慶友館」の隣にある。
現在の旅館は江戸時代から明治時代にかけて、建てられたものが多い。

## アクセス
JR中央本線塩山駅より、徒歩15分。
中央自動車道勝沼ICより、車で10分。

## 周辺
- 向獄寺
- 甘草屋敷